# 울주 간월사지 석조여래좌상
울주 간월사지 석조여래좌상(蔚州 澗月寺址 石造如來坐像)은 울산광역시 울주군 상북면에 있는 신라의 불상이다.
대좌의 일부와 광배가 없어졌으나 전체의 형태는 잘 남아 있는 편이다. 머리 부분은 목 이상이 떨어진 것을 복원한 것으로 머리카락은 나형(둥근 소용돌이 모양)이며, 육계(부처 머리 끝에 상투처럼 솟은 모양)는 넓적하고 커서 머리와 구분이 분명하지 않다. 넉넉하고 둥근 얼굴에 작고 단정한 입과 긴 눈, 짧은 귀의 모습에서 온화하고 인간적인 부처의 얼굴임을 느낄 수 있다. 손의 모양은 항미촉지인이며, 신체는 풍만하지만 입체감이 없어 펑퍼짐한 모습이다. 대좌는 3단으로 구분된 연화좌(연꽃 모양으로 만든 자리)인데, 화려한 편이다. 이러한 내용의 형식들은 모두 9세기 신라 말 불상조각의 특징이라 할 수 있다. 불상의 높이는 1.35m이다.
1963년 1월 21일 대한민국의 보물 제370호 간월사지석조여래좌상(澗月寺址石造如來坐像)으로 지정되었다가, 2010년 8월 25일 현재의 명칭으로 변경되었다.

## 개요
경상남도 울산 울주군 상북면 등억리의 간월사지에 있는 석조여래좌상으로 약간의 파손은 있지만 비교적 잘 보관되어 있다.
머리에는 작은 소라 모양의 머리칼을 붙여 놓았으며 그 위로 상투 모양의 큼직한 머리(육계)가 자리잡고 있다. 얼굴은 둥글고 원만하며 단정한 입과 긴 눈, 짧은 귀 등의 표현에서 온화하고 인간적인 느낌을 준다. 어깨는 좁아지고, 몸은 양감이 줄어든 모습이다. 양 어깨에 걸쳐 입은 옷은 옷은 얇으며 U자형의 옷주름을 표현하고 있다.
얼굴과 신체의 풍만함과 좁아진 어깨 등에서 9세기 불상의 특징을 잘 보여주고 있다.

## 현지 안내문
이 불상은 울산지역에서 보물로 지정된 유일한 불상이다. 받침인 대좌(臺座)의 일부와 불상 뒤 원광인 광배(光背)가 없어졌으나, 전체의 형태는 잘 남아 있는 편이다. 목 윗부분은 떨어져 나간 것을 복원한 것이고, 불당(佛堂)은 1979년에 세운 것이다.
옷은 U자 모양의 계단식 법의(法衣)이다. 손은 왼손을 무릎 위에 놓고 오른손을 내리어 땅을 가리키고 있는데, 이런 손모양을 항마촉지인이라고 한다. 불상을 모셔둔 대좌(臺座)는 3단으로 되어 있는데, 연꽃무늬가 새겨져 있고 화려한 편이다.
어깨 부분이 약간 좁고, 몸은 풍만하나 양감(量感)이 부족한 통일신라 말기 불상 조각의 양식적 특징을 잘 보여준다. 높이는 1.35m이다.

## 갤러리

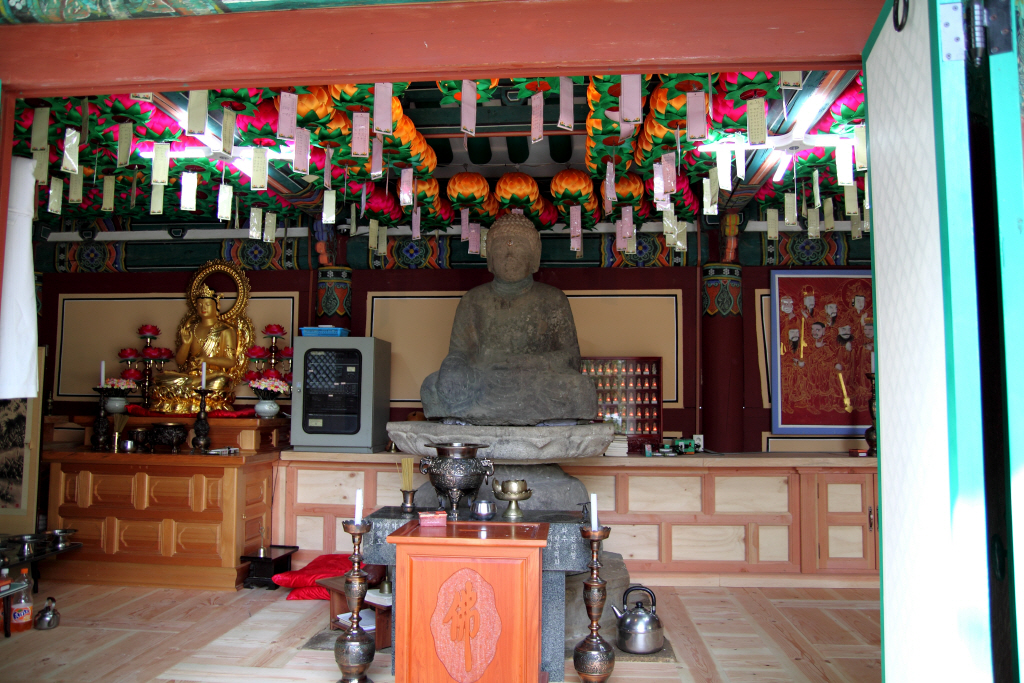
간월사지 석조여래좌상
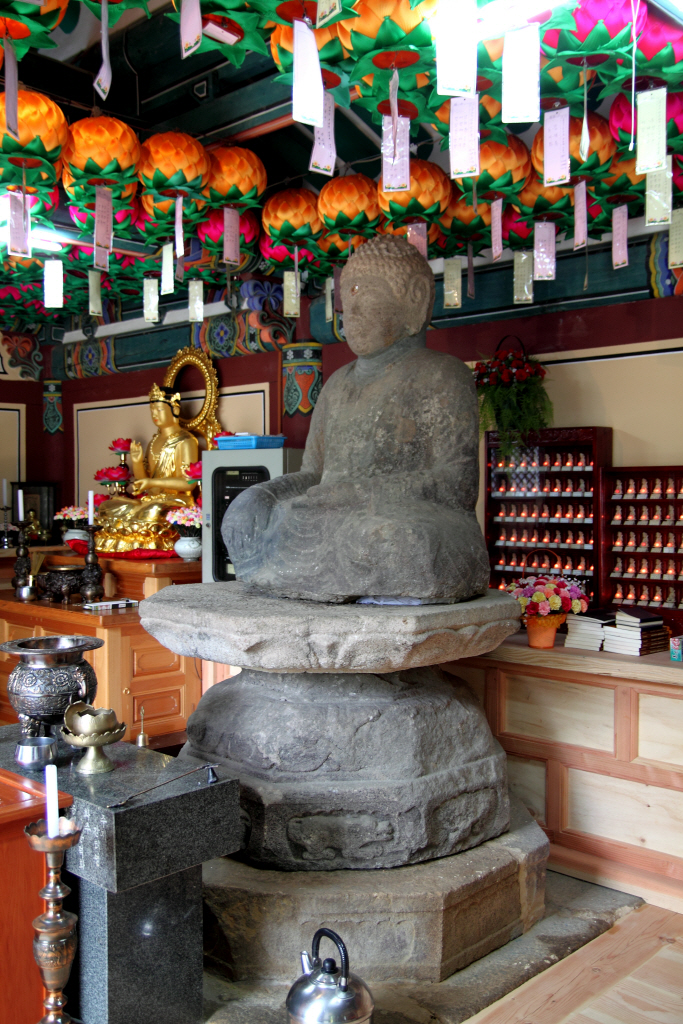
간월사지 석조여래좌상
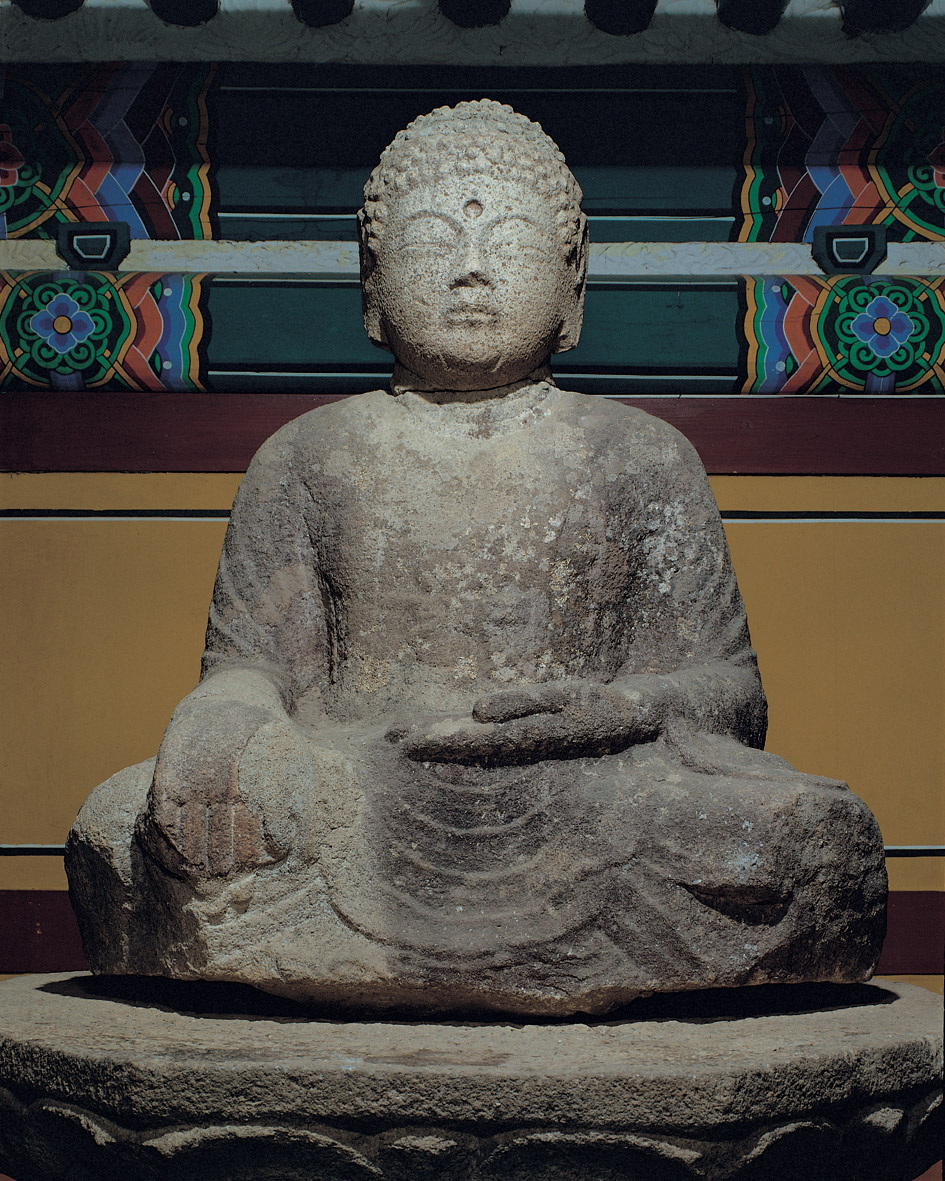
간월사지 석조여래좌상
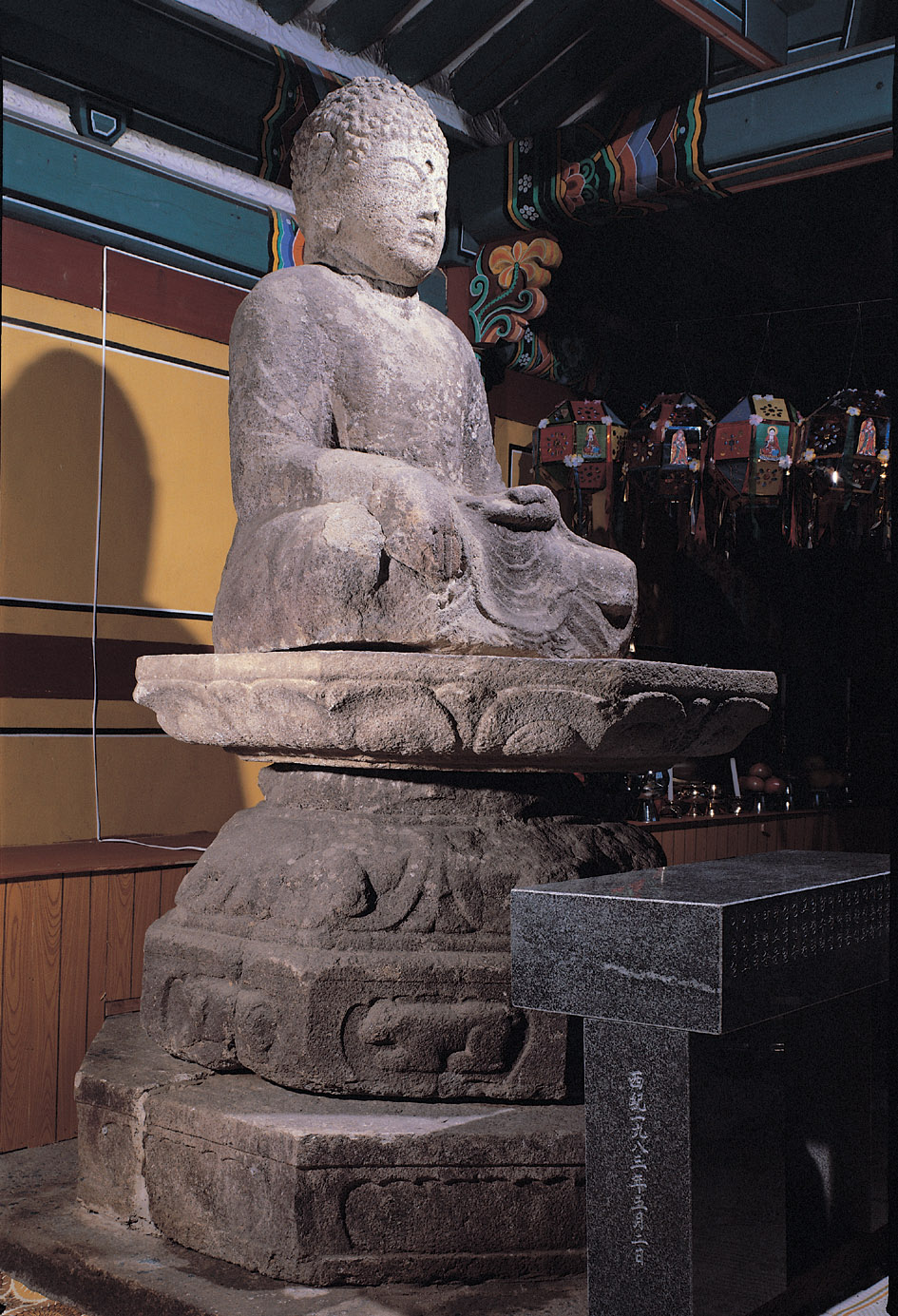
여래좌상 전체 우측면 향
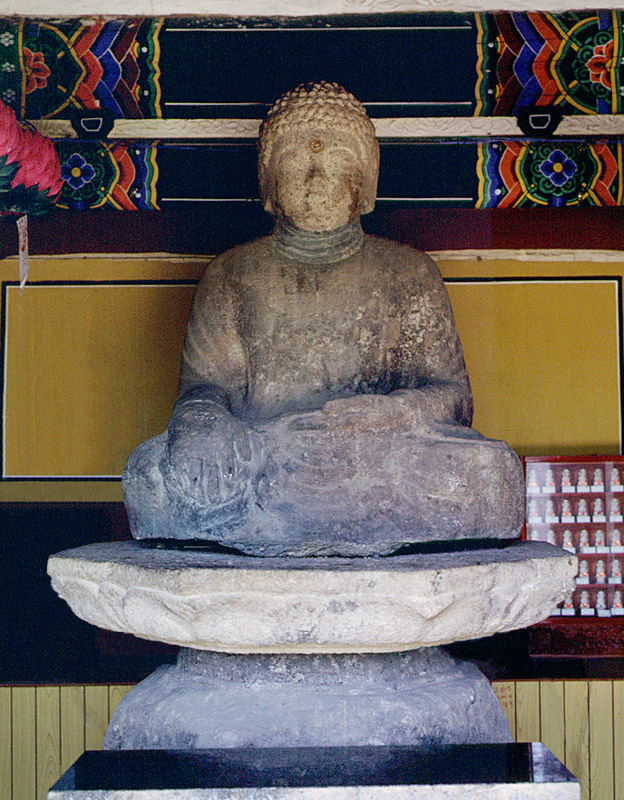
울주 간월사지 석조여래좌상
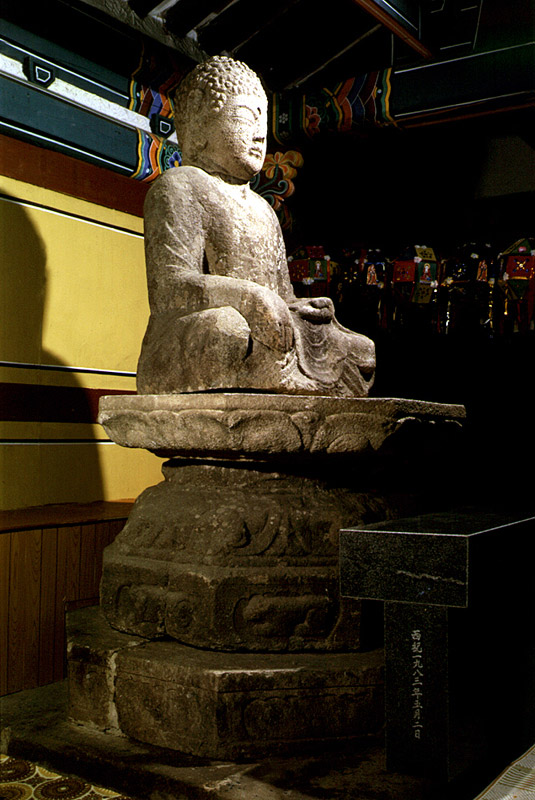
울주 간월사지 석조여래좌상
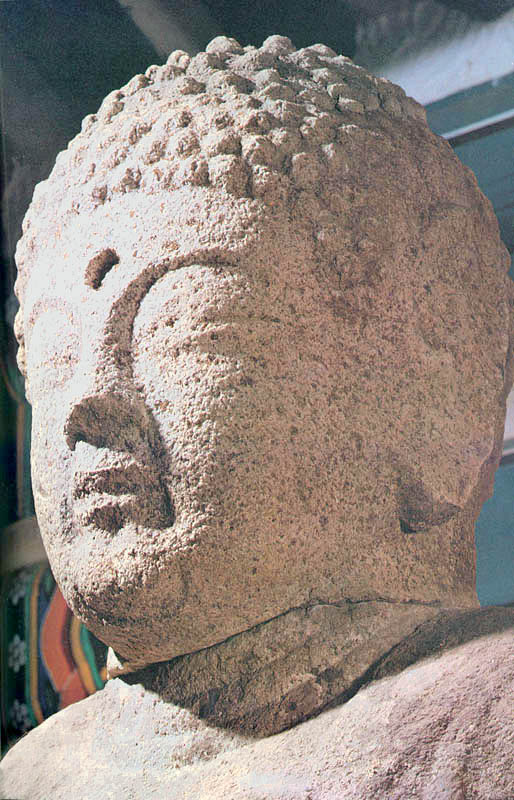
표정

## 같이 보기
- 울주 간월사지 (울산광역시 기념물 제5호)

## 참고 문헌
- 울주 간월사지 석조여래좌상 - 국가유산청 국가유산포털
- 문화재 정보센터 - 보물 제370호 간월사지 석조여래좌상[깨진 링크(과거 내용 찾기)]
- 이 문서에는 다음커뮤니케이션(현 카카오)에서 GFDL 또는 CC-SA 라이선스로 배포한 글로벌 세계대백과사전의 내용을 기초로 작성된 글이 포함되어 있습니다.